# 齋藤俊吉
齋藤 俊吉（さいとう しゅんきち、1873年（明治6年）12月 - 1945年（昭和20年））は、日本の工学者。専門は繊維工業。元東京工業大学紡織学科主任教授。

## 人物・経歴
1894年東京工業学校（現東京工業大学）化学工芸部染織工科卒業。1896年東京工業学校助教授着任。1902年から1906年まで文部省外国留学生としてイギリス及びドイツ帝国へ留学し、毛紡織研究を行った。
1906年東京高等工業学校教授に昇格。1929年東京高等工業学校の大学昇格に伴い東京工業大学附属工学専門部教授に就任し、のち東京工業大学紡織学科主任教授となった。1930年臨時産業合理局国産品愛用委員会委員。1939年蔵前工業会理事長。長女年子は陸軍中将北島熊男の妻。

## 著書
- 『工業紡織』（米田英夫と共著）文学社 1920年
- 『綿紡績』（大住吾八と共著）早稲田大学出版部 1920年
- 『織物：現代日本工業全集 第7巻』日本評論社 1935年
- 『衣服材料』光生館 1949年